# Château Lagrange
Koordinaten: 45° 8′ 58,2″ N, 0° 46′ 23,6″ W

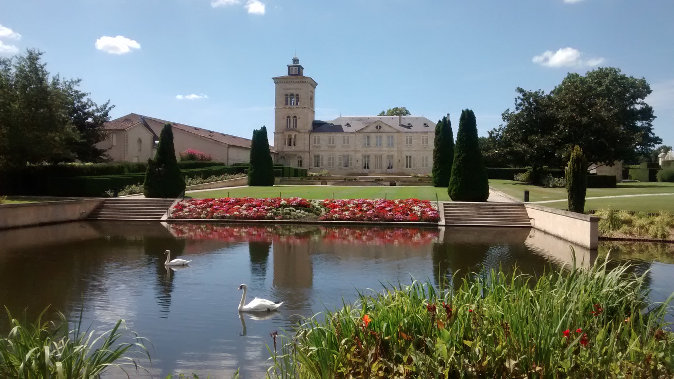
Château Lagrange

Das Château Lagrange ist eines der bekannten Weingüter von Bordeaux. Seit der Klassifikation von 1855 ist das Weingut als Troisième Grand Cru Classé eingestuft, dritthöchste Stufe der Klassifikationen.
Es liegt westlich von Saint-Julien hinter dem Nachbarn Château Gruaud-Larose an der Ortsgrenze zu Saint-Laurent-Médoc. Das Gut ist seit dem Jahr 1983 im Besitz des japanischen Getränke-Konzerns Suntory. Als die besten Weine aus jüngeren Jahren gelten die Weine von 2017. 2016 und 2015 mit jeweils 93, 95 und 93 PP. Auch die Jahre 2005, 2000, 1996, 1990 und 1986, welche der Weinkritiker Robert Parker sämtliche zwischen 87 und 93 PP als überdurchschnittlich bis sehr gut bewertet, gelten als Gewächse mit hohem Alterungspotenzial (etwa der Wein von 2005 mit einem Trinkfenster zwischen 2019 und 2040).
Lagrange ist mit insgesamt 157 Hektar Landbesitz und 113 Hektar Rebfläche, von denen 65 % mit Cabernet Sauvignon, 28 % mit Merlot und 7 % mit Petit Verdot bestockt sind, relativ groß. Der Wein wird in Barriques ausgebaut, die zu 60 % jährlich erneuert werden. Im Durchschnitt werden vom Grand Vin ca. 270.000 Flaschen Rotwein erzeugt.
Der Zweitwein von Château Lagrange heißt Les Fiefs de Lagrange. Von diesem Wein werden jährlich ca. 370.000 Flaschen abgefüllt. 4 Hektar dienen dem Anbau weißer Rebsorten zur Erzeugung des seit 1997 angebotenen Weißweins Les Arums de Lagrange, der aus den Rebsorten Sauvignon Blanc (60 %), Sémillon (30 %) und Muscadelle (10 %) gekeltert wird.
Château Lagrange wird vom Önologen Jacques Boissenot sowie dessen Sohn Eric begleitet und beraten.

## Geschichte
Der Weinbau lässt sich lediglich bis in das frühe 18. Jahrhundert zurückverfolgen. Der Baron de Brane war Besitzer der landwirtschaftlichen Nutzflächen, die ehemals den Herren des Maison Noble de Lagrange Monteil gehörten. De Brane gehörte zu dieser Zeit auch Château Mouton und wenig später auch Château Brane-Cantenac. Es ist nicht auszuschließen, das die Rebflächen erst von Baron de Brane angelegt wurden.
Später war das Gut in den Händen von Arbouet de La Bernède, der vermutlich auch einen ersten Teil des heutigen Gutsgebäudes errichtete. In einem Schreiben vom 24. Mai 1787 bescheinigt Thomas Jefferson den Weinen bereits den Rang eines troisième Crus (unter dem Namen Arboete).
Im Jahr 1796 erwarb der Händler Jean-Valère Cabarrus (Bordeaux 6. Juli 1758 – 9. Dezember 1829) das Weingut. Er machte den Wein durch seinen politischen Einfluss als Finanzminister in Spanien unter Napoléon I. an den adeligen Höfen bekannt und erweiterte das Gut beträchtlich. Im Jahr 1820 ließ er zudem den sehr charakteristischen wuchtigen Wohnturm am Gutsgebäude hinzufügen. Das Handelshaus Cabarrus geriet nach dem Tod von Jean-Valère in finanzielle Schwierigkeiten und sah sich gezwungen, Château Lagrange für 650.000 Francs an John Lewis Brown zu verkaufen. Die Tochter von Brown und der Sohn von Cabarrus waren seit dem Jahr 1820 verheiratet. John Lewis Brown besaß bereits seit dem Jahr 1806 das Château Cantenac-Brown. Er investierte noch erhebliche Summen in den Ausbau der Weinkeller, übernahm sich jedoch finanziell.
Im Jahr 1842 verkaufte Brown Chateau Lagrange für die Summe von 775.000 Francs an Charles Marie Tanneguy Duchâtel. Aufgrund seines politischen Mandats war Duchâtel nie vor Ort und übertrug die Verantwortung des Tagesgeschäfts an Galos. Galos steigerte die Qualität der Weine durch Drainage-Maßnahmen in den Weinbergen sowie durch moderne Kellertechnik.
Nach dem Tod von Duchâtel im Jahr 1860 übernahm zuerst seine Witwe und wenig später sein Sohn die Leitung des insgesamt 300 Hektar großen Guts. Aber bereits im Jahr 1875 verkaufte er Château Lagrange an die Familie de Muicy Louys. Der Zeitpunkt der Übernahme war jedoch denkbar ungünstig da nur ein Jahr später das Weinbaugebiet Bordeaux durch die Reblauskatastrophe und kurz danach durch die Pilzkrankheiten Echter – und Falscher Mehltau eine tiefe Krise durchmachte.
Im Jahr 1918 übernahm schließlich die Société Immobilière des Grands Crus das Weingut für 12 Millionen Francs. Die gleiche Gesellschaft hatte bereits vorher die Güter Château Brane-Cantenac und Château d’Issan übernommen. Ihr gelang es jedoch nicht, die Qualität des heruntergekommenen Gutes auf das gewohnt gute Maß zu steigern. Nur 7 Jahre später, im Jahr 1925, kauften die spanischen Basken Manuel Cendoya und José Telleria das Weingut. Durch den Zweiten Weltkrieg sowie einiger klimatisch bedingter Missernten gerieten die Besitzer in finanzielle Schwierigkeiten. Zur Schuldentilgung veräußerten sie im Jahr 1970 einen 32 Hektar großen Weinberg an Jean-Eugène Borie. Andere Rebparzellen gingen an Henri Martin, dem an einer Erweiterung seines Château Gloria gelegen war.
Als sich die Familie Cendoya im Jahr 1983 schließlich von Château trennten, blieben nur noch 157 Hektar Landbesitz übrig, von denen lediglich 56 Hektar mit Rebstöcken bepflanzt waren. Der neue Besitzer, der japanische Konzern Suntory. Durch ein ehrgeiziges Programm wurden neue Rebflächen angelegt und in neue Kellertechnik investiert. In den ersten 6 Jahren engagierte Suntory den bekannten Önologen Émile Peynaud und während 10 Jahren stand Michel Delon von Château Léoville-las-Cases hilfreich zur Seite.